# Sant Ferriòl
Sant Ferriòl (en francès Saint-Ferriol) és un municipi de la regió d'Occitània, al departament de l'Aude.